# Distrito electoral de East Marion (Illinois)
East Marion (en inglés: East Marion Precinct) es un distrito electoral ubicado en el condado de Williamson en el estado estadounidense de Illinois. En el Censo de 2010 tenía una población de 10188 habitantes y una densidad poblacional de 106,32 personas por km².

## Geografía
Según la Oficina del Censo de los Estados Unidos, tiene una superficie total de 95.82 km², de la cual 94.33 km² corresponden a tierra firme y (1.55%) 1.49 km² es agua.

## Demografía
Según el censo de 2010, había 10188 personas residiendo. La densidad de población era de 106,32 hab./km². De los 10188 habitantes, estaba compuesto por el 92.2% blancos, el 4.35% eran afroamericanos, el 0.32% eran amerindios, el 0.8% eran asiáticos, el 0.01% eran isleños del Pacífico, el 0.5% eran de otras razas y el 1.83% pertenecían a dos o más razas. Del total de la población el 1.99% eran hispanos o latinos de cualquier raza.